# Trametes meyenii
Trametes meyenii är en svampart som först beskrevs av Johann Friedrich Klotzsch, och fick sitt nu gällande namn av Lloyd 1918. Trametes meyenii ingår i släktet Trametes och familjen Polyporaceae.   Inga underarter finns listade i Catalogue of Life.